# Picuris Pueblo, New Mexico
Picuris Pueblo, New Mexico (енгл. Picuris Pueblo) насељено је место без административног статуса у америчкој савезној држави Њу Мексико.

## Демографија
По попису из 2010. године број становника је 68, што је 18 (-20,9%) становника мање него 2000. године.
| Група             | 2000.      | 2010.      |
| Белци             | 2 (2,3%)   | 0 (0,0%)   |
| Афроамериканци    | 0 (0,0%)   | 0 (0,0%)   |
| Азијати           | 0 (0,0%)   | 0 (0,0%)   |
| Хиспаноамериканци | 23 (26,7%) | 15 (22,1%) |
| Укупно            | 86         | 68         |